# Добриша вас
Добриша вас (словен. Dobriša vas) је насељено место у општини Жалец, Савињска регија, Словенија.

## Историја
До територијалне реорганизације у Словенији био је у саставу старе општине Жалец.

## Становништво
У попису становништва из 2011. године, Добриша вас је имао 466 становника.
| Број становника према пописима | Број становника према пописима | Број становника према пописима |
| ------------------------------ | ------------------------------ | ------------------------------ |
| 1991                           | 2002                           | 2011                           |
| 425                            | 421                            | 466                            |

Напомена: Године 1989. смањен за део насеља који је проглашен за ново самостално насеље Ново Цеље. Године 2016. извршена је мања размена територија између насеља Добриша вас и Петровче.